# Jeroen Kremers
Jeroen J.M. Kremers (Doornspijk, 8 november 1958) is een Nederlands financieel bestuurder. Hij is bekend om zijn rollen in verschillende organisaties en zijn inzichten in financiële zaken.

## Levensloop

### Vroege leven
Kremers studeerde econometrie aan de universiteiten van Tilburg en Bristol van 1977 tot 1981. Hij promoveerde aan de universiteit van Oxford van 1982 tot 1985.

### Carrière
Kremers heeft gedurende zijn carrière verschillende hoge posities bekleed. Hij diende als topambtenaar bij het Ministerie van Financiën van 1997 tot 2003, waar hij nauw betrokken was bij de organisatie van het toezicht op de financiële markten. Na zijn ambtstermijn bij het Ministerie van Financiën werkte Kremers als bewindvoerder bij het Internationaal Monetair Fonds (IMF) van 2003 tot 2007. Hierna maakte hij de overstap naar de private sector en vervulde hij van 2007 tot 2010 diverse functies bij ABN Amro, waaronder die van bestuurslid.
Van 2010 tot 2014 was Kremers lid van de raad van bestuur van de Royal Bank of Scotland. Daarnaast was hij voorzitter van de Raad van Toezicht van Robeco Institutional Asset Management, maar trad af op 30 maart 2020. Bij koninklijk besluit werd Kremers benoemd tot lid van het college van toezicht op de Advocatuur, waar hij per 1 januari 2019 Jan de Wit opvolgde. Hij stapte echter in 2022 op als voorzitter.
Van 2020 tot 2023 diende Kremers als staatsagent bij KLM, waar hij toezicht hield op de naleving van de voorwaarden van de staatssteun die het bedrijf ontving tijdens de coronapandemie.

### Persoonlijk leven
Kremers is getrouwd en heeft een dochter.
- Bibsys: 3119123
- Biblioteca Nacional de España: XX989986
- Bibliothèque nationale de France: cb14514853j (data)
- Gemeinsame Normdatei: 124825745
- International Standard Name Identifier: 0000 0001 1788 7611
- Library of Congress Control Number: no92024191
- Nederlandse Thesaurus van Auteursnamen: 090554078
- Système universitaire de documentation: 075956012
- Virtual International Authority File: 166260943